# گالوا ۹۱۳۰
سیارک ۹۱۳۰ (به انگلیسی: 9130 Galois، نامگذاری:1998HQ148) نه هزار و صد و سیمین سیارک کشف شده‌است که در ۲۵ آوریل ۱۹۹۸ کشف شد.
قدر مطلق سیارک برابر ۱۴٫۵۰ است.